# Vladimir Rudol'fovič Fogel'
Vladimir Rudol'fovič Fogel', noto anche come Vladimir o Wladimir Vogel (in russo Владимир Рудольфович Фогель?; Mosca, 29 febbraio 1896 – Zurigo, 19 giugno 1984), è stato un compositore russo naturalizzato svizzero.

## Biografia e opere
Di origine russa per parte paterna ed ebraico-tedesca per parte materna, iniziò i suoi studi a Mosca presso il locale Conservatorio sotto la guida di Alexander Scriabin per poi approfondirli a Berlino sotto la guida di Ferruccio Busoni per quanto riguarda la composizione e da Heinz Tiessen all'Accademia delle Belle Arti. L'influenza di Busoni lo portò ad appassionarsi all'espressionismo che proprio negli anni venti del secolo scorso in Germania si stava rapidamente diffondendo.
Ha insegnato composizione al Conservatorio di Berlino dal 1929 al 1933, e successivamente si è dedicato soprattutto alla composizione.
AI tempi del regime nazista, venne perseguitato per le sue origini ebraiche e fu costretto ad abbandonare la Germania, per rifugiarsi dapprima a Strasburgo, poi a Bruxelles, a Parigi, a Londra, e dal 1939 in Svizzera, ad Ascona, e dal 1964 a Zurigo.
Ha dovuto attendere l'ottenimento della cittadinanza svizzera (1954) per poter lavorare in quella nazione; durante questo periodo fu attivo a Strasburgo, partecipando alle '‘Sessions d'études musicales et dramatiques’' ed organizzando la International Twelve-Tone Music pre-conference svolta a Orselina nel 1949.
Ha frequentato circoli artistici espressionisti ruotanti attorno alla figura di Herwarth Walden, ed è stato attivo, assieme a Philipp Jarnach e a Kurt Weill nell'ambito della sezione musicale del "Gruppo di Novembre" di Max Butting e Hans Heinz Stuckenschmidt.
Tra le sue composizioni, annoveriamo : sinfonie, pezzi per orchestra, concerti per violino e per cello, lavori corali, solisti ed orchestra, 
musica da camera.
Nelle opere sinfoniche riuscì ad interessarsi a molte e variegate tematiche, riuscendo a profondervi un grande respiro ed un appropriato linguaggio.
Nelle opere corali riuscì a porre in rilievo un'espressività potente e di ampio respiro.
Fra le sue opere, notevoli sono i due oratori Wagadu's Unteregang durch die Eitelkeit (La caduta di Wagadu per orgoglio, del 1926-1929) e il Thyl Claes, di tema epico, con coro parlato, composto in due parti, la prima fra il 1937 e il 1938 e la seconda fra il 1944 e il 1945.
Nel dopoguerra orientò la sua passione verso la dodecafonia ottenendo un buon successo con Sette aspetti di una serie dodecafonica, del 1950 al Teatro La Fenice di Venezia diretto da Hermann Scherchen e con il Concerto per violoncello e orchestra, del 1955.
Da ricordare anche l'oratorio Die Flucht (La fuga, del 1962-1964) basato su testi di Robert Walser

## Opere principali
- Drei Sprechlieder nach August Stramm, per baritono e piano (1922);
- Sinfonischer Vorgang, per orchestra (1922–23);
- Wagadus Untergang durch die Eitelkeit, dramma-oratorio (1930);
- Sinfonia fugata, per orchestra (1930–1932);
- Vier Etüden, per orchestra (1930–1932);
- Variétude, per piano (1931);
- Rallye, per orchestra (1932);
- Concerto per violino (1937);
- Thyl Claes, parte I e II, dramma-oratorio (1941–42 e 1943–45);
- In memoriam, due sonate di Roger Vuataz per contralto, viola, arpa e timpani, VWV 42 (1947);
- Jona ging doch nach Ninive, dramma-oratorio (1957–58);
- Meditazione sulla maschera di Modigliani, dramma-oratorio (1960);
- An die akademische Jugend, (Notker Balbulus) per coro a cappella (1962);
- Worte, per 2 voci e archi (1962);
- Flucht, dramma-oratorio (1963–64);
- Hörformen I, per orchestra (1967);
- Hörformen II, per orchestra (1967–69);
- Gli spaziali, dramma-oratorio (1970–71);
- Abschied, per orchestra d'archi (1973);
- Vier Versionen einer Zwölftonfolge, per piano (1973);
- Meloformen, per orchestra d'archi (1974);
- Hommage nach einer 6-Tonfolge von Hermann Jöhr, per archi (1975);
- In Signum IM, per orchestra (1976);
- Kleine Hörformen, per viola e piano, VWV 51 (1979);
- Humoreske, Paraphrasen über 2 Themen von Gottschalk and Tschaikowsky, per orchestra (1981);
- Trio per tre clarinetti (1982);
- Colori e movimenti, per orchestra (1983).